# Lilly Steiner
Lilly Steiner, da nubile Hofmann (Vienna, 7 aprile 1884 – Neuilly-sur-Seine, 2 ottobre 1962), è stata una pittrice e incisore austriaca.

## Biografia
Originaria dell'Austria, Lilly Steiner nacque in una famiglia ebrea. Dal 1899 al 1904, frequentò la scuola di belle arti di Vienna, presso Ludwig Michalek. Pertanto, ella iniziò la propria carriera artistica nel cuore di uno dei centri più attivi del modernismo e della Secessione viennese.
Nel 1904, Lilly Hofmann si sposò con l'industriale Hugo Steiner. La casa degli Steiner costruita nel 1910 dall'architetto e teorico dell'arte Adolf Loos, nel quartiere di Sankt Veit Gasse, divenne un centro artistico e sociale della scena austriaca. Fu uno dei membri fondatori del circolo della stampa degli artisti viennesi e un membro straordinario dell'Hagenbund, un'associazione di artisti che apparteneva al movimento di avanguardia austriaco degli inizi del ventesimo secolo.
L'artista aderì anche al circolo dell'incisione delle artiste viennesi (Radierklub der Wiener Künstlerinnen), un gruppo composto da undici artiste reduci della prima promozione della scuola d'arte applicata.
Lilly Steiner si distinse come un'artista di punta dell'avanguardia viennese, e come una delle poche donne pittrici a esporre per l'Hagenbund: allora i movimenti artistici erano ancora per lo più chiusi ai membri di sesso femminile. Ella incontrò il pittore Egon Schiele, che avrebbe realizzato quattro suoi ritratti.
Nel 1927, dopo la caduta dell'impero austro-ungarico, Lily e Hugo Steiner si stabilirono a Parigi, dove un anno dopo si svolse la sua prima esposizione al di fuori dell'Austria. Durante la seconda guerra mondiale, ella si trasferì in una zona libera, prima di ritornare a Parigi nel 1942, dove riuscì a nascondersi.
Lilly Steiner morì il 3 ottobre del 1962 a Neuilly-sur-Seine.

## Carriera artistica
All'inizio Lilly Steiner si interessava al disegno e all'incisione, ma durante la prima guerra mondiale ella scoprì un nuovo interesse nei confronti della pittura a olio. Nelle sue prime opere, l'artista si concentrava sui ritratti di donne e di bambini, affrontando soprattutto il tema della maternità. In seguito ella realizzò molte serie di incisioni e di illustrazioni. La sua arte si orientò verso l'espressionismo, ispirandosi alle opere del pittore austriaco Oskar Kokoschka. La sua prima mostra personale si tenne nel 1917.
Nel 1928, le opere di Lilly Steiner vennero esposte durante un concorso artistico organizzato in occasione dei giochi olimpici estivi di Amsterdam. In seguito ella lavorò presso la scuola di Parigi e frequentò soprattutto il pittore e cineasta Man Ray, di cui dipinse il ritratto nel 1928. Segnata dalla condizione femminile, continuò i suoi studi sulla maternità e sull'infanzia. Nel 1931, i suoi acquerelli vennero esposti alla galleria Druet. Nel 1932, la rivista d'arte internazionale Formes le dedicò un articolo che la lodava. Nello stesso periodo ella espose al Salon des Indépendants.
Nel febbraio del 1937, Lilly Steiner partecipò alla mostra Les femmes artistes d'Europe exposent au Jeu de Paume organizzata alla galleria dello Jeu de Paume, un tempo il museo delle scuole straniere contemporanee.
I suoi studi espressionisti riguardanti dei direttori d'orchestra e degli artisti, come Alban Berg, Arturo Toscanini o Aristide Maillol, sono ritenute le sue opere più celebri. Dopo il 1937, le sue tele si concentrarono sul contesto geopolitico in Austria, qualche anno prima dell'inizio della seconda guerra mondiale.
Lilly Steiner realizzò delle litografie dei Gurre-Lieder del compositore e pittore austriaco Arnold Schönberg, come pure delle creazioni più personali sul tema delle madri. Ella illustrò molte opere e compose delle forme figurative per una fabbrica di arazzi situata ad Aubusson. Nel 1950, la galleria de Berri le dedicò una mostra sui tema "fiori e bambini" (Fleurs et enfants).

## Riconoscimenti
Come molte donne artiste della sua generazione, fino al suo trasferimento Lilly Steiner non riuscì a esporre al di fuori della sua Austria natia. Il riconoscimento internazionale ebbe inizio dopo il suo trasferimento a Parigi. Le sue opere sono presenti nelle collezioni dei musei nazionali come il centro nazionale d'arte e di cultura Georges Pompidou o il museo di Grenoble.
Nel 2019, alcune sue opere furono esposte alla mostra "Die Stadt der Frauen: Künstlerinnen in Wien von 1900 bis 1938" alla galleria austriaca del Belvedere di Vienna.